# تای گینگ
تای گینگ(چینی: 太庚) زاده شده با نام زی بیان(چینی:子辨) شاهی بود از شاهان دودمان شانگ در چین.
سیما کیان، تاریخنگار و نویسنده هان، در کتاب شیجی، او را ششمین پادشاه شانگ دانسته است که پس از برادر بزرگش شیائو شین(چینی: 小辛) در سال گوئیسی(چینی:癸巳) در تختگاه بو(چینی:亳) به شاهی نشسست و کین شی(چینی:卿士) وزیر اعظم او بود. او بیست و پنج سال فرمان راند(برخی منابع 5 سال گفته اند)؛ پس از مرگ به وی عنوان تای گینگ داده شد. پس از مرگ وی، پسرش، شیائو جیا به پادشاهی رسید.
کتیبه نگاری بر استخوان و لاک لاک پشتان، جیا گو ون که در یینگسو کشف شده اند، او پنجمین شاه شانگ دانسته است.